# International Council of Yacht Clubs
Das International Council of Yacht Clubs (Abk. ICOYC) ist eine internationale Vereinigung von Yachtclubs auf Ebene der Vorsitzenden oder Kommodore. Das Council sieht sich selbst als Vereinigung der führenden Yachtclubs in der Welt.

## Geschichte
Im Jahre 2003 trafen sich zum hundertjährigen Jubiläum des Royal Vancouver Yacht Club in Kanada mehrere Vorstände von Segelvereinen aus aller Welt. Auf einem Symposion wurde der Ausbau der Beziehungen zueinander diskutiert. Zwei Jahre später wurde vom gleichen Club ein Commodores Forum verschiedener Yachtclubs abgehalten. Auf dem zweiten Commodores Forum 2006, gehalten vom Royal Hong Kong Yacht Club, wurde die Vereinigung gegründet.

## Organisation und Mitgliedschaft
Mitglied kann ein Verein auf Einladung und der Zustimmung des Vorstands des ICOYA werden. Die Einladung muss von zwei Clubs unterstützt werden, die mehr als zwei Jahre Mitglied der Vereinigung sind. Mitgliedsclubs:
| Name                             | Ort                | Nationalität           | Gründung |
| -------------------------------- | ------------------ | ---------------------- | -------- |
| Annopolis Yacht Club             | Annapolis          | Vereinigte Staaten     | 1883     |
| Bruxelles Royal Yacht Club       | Brüssel            | Belgien                | 1906     |
| Chicago Yacht Club               | Chicago            | Vereinigte Staaten     | 1875     |
| Clube Naval de Cascais           | Cascais            | Portugal               | 1938     |
| Eastern Yacht Club               | Marblehead         | Vereinigte Staaten     | 1870     |
| Gstaad Yacht Club                | Gstaad             | Schweiz                | 1998     |
| Kongelig Dansk Yachtklub         | Hellerup           | Dänemark               | 1866     |
| Kongelig Norsk Seilforening      | Oslo               | Norwegen               | 1883     |
| Kungliga Svenska Segelsällskapet | Stockholm          | Schweden               | 1830     |
| Long Beach Yacht Club            | Long Beach         | Vereinigte Staaten     | 1929     |
| Newport Harbor Yacht Club        | Balboa             | Vereinigte Staaten     | 1916     |
| Norddeutscher Regatta Verein     | Hamburg-Uhlenhorst | Deutschland            | 1868     |
| Nyländska Jaktklubben            | Helsinki           | Finnland               | 1861     |
| Real Club Náutico de Barcelona   | Barcelona          | Spanien                | 1879     |
| Real Club Náutico de Palma       | Palma              | Spanien                | 1891     |
| Republic of Singapore Yacht Club | Singapur           | Singapur               | 1826     |
| Royal Canadian Yacht Club        | Toronto            | Kanada                 | 1852     |
| Royal Cape Yacht Club            | Kapstadt           | Südafrika              | 1905     |
| Royal Cork Yacht Club            | Crosshaven         | Irland                 | 1720     |
| Royal Freshwater Bay Yacht Club  | Perth              | Australien             | 1896     |
| Royal Hong Kong Yacht Club       | Hongkong           | Hongkong               | 1890     |
| Royal Lymington Yacht Club       | Lymington          | Vereinigtes Königreich | 1914     |
| Royal Malta Yacht Club           | Valletta           | Malta                  | 1835     |
| Royal Motor Yacht Club           | Poole              | Vereinigtes Königreich | 1905     |
| Royal Natal Yacht Club           | Durban             | Südafrika              | 1858     |
| Royal New Zealand Yacht Squadron | Auckland           | Neuseeland             | 1871     |
| Royal Perth Yacht Club           | Perth              | Australien             | 1841     |
| Royal Queensland Yacht Squadron  | Manly              | Australien             | 1885     |
| Royal Southern Yacht Club        | Hamble             | Vereinigtes Königreich | 1837     |
| Royal Sydney Yacht Squadron      | Sydney             | Australien             | 1862     |
| Royal Vancouver Yacht Club       | Vancouver          | Kanada                 | 1903     |
| Royal Varuna Yacht Club          | Nong Prue          | Thailand               | 1957     |
| San Diego Yacht Club             | San Diego          | Vereinigte Staaten     | 1886     |
| The San Francisco Yacht Club     | Belvedere          | Vereinigte Staaten     | 1869     |
| Sandringham Yacht Club           | Melbourne          | Australien             | 1903     |
| Seattle Yacht Club               | Seattle            | Vereinigte Staaten     | 1892     |
| Société Nautique de Marseille    | Marseille          | Frankreich             | 1887     |
| Southern Yacht Club              | New Orleans        | Vereinigte Staaten     | 1849     |
| St. Francis Yacht Club           | San Francisco      | Vereinigte Staaten     | 1927     |
| Verein Seglerhaus am Wannsee     | Berlin             | Deutschland            | 1867     |
| Yacht Club de Monaco             | Monaco             | Monaco                 | 1953     |
| Yacht Club Italiano              | Genua              | Italien                | 1879     |